# Недунджчеліян I
Недунджчеліян (Недундж Челіян) I (там. நெடுஞ்செழியன்; сер. III ст. до н. е.) — правитель держави Пандья.

## Життєпис
Відомий лише згадкав стародавніх епосах і написах. Згадується разом зі своєю дружиною Копперундеві в тамільському епосі «Шилаппадікарам» Іланго Абігала; в написах в Мангуламі, де за наказом царя Пандь виготовлялися кам'яні ліжка для ченців-джайнів. З огляду на це вважають Недунджчеліяна I прихильником джайнізму.
Висловлюється думка, що він прийняв титул «Арія Падай каданта Недунджежія Пандіян» (Цар Пандьї, який переміг арійські війська). З огляджу на це є версія, що успішно вів війни проти аріїв, або інших племен, що вдерлися на південь Індостану з півночі (за іншою версією Недунджчеліян I сам здійснив похід проти аріїв). Йому спадкував брат Пудап Пандіян.